# Beahitse
Beahitse is een plaats en commune in het zuiden van Madagaskar, behorend tot het district Ampanihy, dat gelegen is in de regio Atsimo-Andrefana. Tijdens een volkstelling in 2001 telde de plaats 17.020 inwoners.
De plaats biedt alleen lager onderwijs aan. Ook vindt er op industriële schaal mijnbouw plaats. 90% van de bevolking werkt als landbouwer en 5% houdt zich bezig met veeteelt. Het belangrijkste landbouwproduct is mais; andere belangrijke producten zijn pinda's, maniok en zoete aardappelen. Verder is 4% actief in de dienstensector en heeft 1% een baan in de industrie.